# Одоевский уезд
Одоевский уезд — административно-территориальная единица в составе Московской и Тульской губерний Российской империи и РСФСР, существовавшая в 1727—1924 годах. Уездный город — Одоев.

## История
Одоевский уезд известен с допетровских времён. В 1708 году уезд был упразднён, а город Одоев отнесён к Смоленской губернии, а в 1713 — к Московской. В 1719 году при разделении губерний на провинции отнесён к Калужской провинции. В 1727 году уезд в составе Калужской провинции был восстановлен. 
В 1777 году уезд отнесён к Тульскому наместничеству, которое в 1796 году было преобразовано в Тульскую губернию.
В 1924 году уезд разделён на 4 района: Дряплово-Ивицкий (центр — с. Ивицы), Дубенский, Одоевский, Сидоровский.
В июне 1924 года Одоевский уезд был упразднён.

## Административное деление
В 1890 году в состав уезда входило 22 волости
| № п/п | Волость           | Волостное правление  | Число селений | Население |
| ----- | ----------------- | -------------------- | ------------- | --------- |
| 1     | Бобошинская       | с. Бабошино          | 20            | 4192      |
| 2     | Березовская       | с. Берёзово          | 15            | 3924      |
| 3     | Воскресенская     | с. Воскресенское     | 6             | 4516      |
| 4     | Вялинская         | с. Вялино            | 9             | 2728      |
| 5     | Глинищская        | с. Глинищи           | 10            | 2598      |
| 6     | Дряпловская       | с. Дряплы            | 8             | 4045      |
| 7     | Жестовская        | с. Жестовое          | 15            | 2668      |
| 8     | Ивановская        | с. Ивановское        | 21            | 5653      |
| 9     | Ивицкая           | с. Ивицы             | 20            | 7716      |
| 10    | Казюлькинская     | с. Козюлькино        | 18            | 4265      |
| 11    | Лужская           | с. Лужное            | 12            | 3551      |
| 12    | Никольская-Жупан  | с. Никольское-Жупань | 18            | 4232      |
| 13    | Никольская на Упе | с. Никольское        | 19            | 5095      |
| 14    | Покровская        | с. Покровское        | 18            | 5046      |
| 15    | Протасовская      | с. Протасово         | 8             | 4384      |
| 16    | Рылевская         | с. Рылево            | 9             | 2834      |
| 17    | Скоморошинская    | с. Скоморошки        | 12            | 2956      |
| 18    | Сомовская         | с. Сомово            | 26            | 5882      |
| 19    | Спасская          | с. Животово          | 15            | 5651      |
| 20    | Старо-Лесковская  | с. Лески             | 11            | 4162      |
| 21    | Стрелецкая        | сл. Стрелецкая       | 19            | 6889      |
| 22    | Ясеновская        | с. Ясеновая          | 12            | 2940      |

В 1913 году в уезде была 21 волость: упразднена Вялинская волость.

## Население
По данным переписи 1897 года в уезде проживало 91 166 чел. В том числе русские — 99,9 %. В уездном городе Одоеве проживало 4 317 чел.

## Уездные предводители дворянства[5]
| Фамилия,Имя, Отчество                | Чин                              | Года      |
| ------------------------------------ | -------------------------------- | --------- |
| Позняков Алексей Иванович            | Секунд-майор                     | 1777-1778 |
| Зыбин Михаил Иванович                | Премьер-майор                    | 1778-1780 |
| Ергольский Андриан Ефимович          | Секунд-майор                     | 1780-1783 |
| Ларионов Александр Леонтьевич        | Генерал-майор                    | 1783-1786 |
| Михнев Пётр Андреевич                | Лейб-гвардии поручик             | 1786-1787 |
| Коптев Степан Дмитриевич             | Секунд-майор                     | 1787-1789 |
| Жданов Николай Сергеевич             | Капитан                          | 1789-1792 |
| Воейков Пётр Андреевич               | Бригадир                         | 1792-1793 |
| Ботвиньев Александр Николаевич       | Полковник                        | 1793      |
| Сомов Николай Яковлевич              | Премьер-майор                    | 1793-1795 |
| Мордвинов Николай Иванович           | Секунд-майор                     | 1795-1798 |
| Ладыженский Николай Фёдорович        | Майор                            | 1798-1799 |
| Тимяшев Алексей Ионович              | Коллежский асессор               | 1799-1802 |
| Жданов Михаил Сергеевич              | Майор                            | 1802-1808 |
| Ивашкин Дмитрий Григорьевич          | Гвардии поручик                  | 1808-1811 |
| Голубков Иван Васильевич             | Коллежский советник              | 1811-1813 |
| Жданов Александр Сергеевич           | Титулярный советник              | 1813-1815 |
| Вороновский Фёдор Ефимович           | Подполковник                     | 1815-1829 |
| Воейков Николай Петрович             | Коллежский асессор               | 1829-1832 |
| Сафонов Константин Павлович          | Подпоручик                       | 1832-1840 |
| Токарев Николай Гаврилович           | Поручик                          | 1840-1845 |
| Мосолов Пётр Иванович                | Подпоручик                       | 1845-1852 |
| Сомов Александр Григорьевич          | Генерал-майор                    | 1852-1856 |
| Сафонов Андрей Константинович        | Статский советник                | 1856-1858 |
| Красовский Платон Петрович           | Коллежский асессор               | 1858-1859 |
| Трофимов Николай Васильевич          | Подполковник                     | 1859-1861 |
| Жуков Николай Николаевич             | Гвардии ротмистр                 | 1861-1864 |
| Редькин Василий Евграфович           | Коллежский советник              | 1864-1867 |
| Сомов Михаил Николаевич              | Капитан                          | 1867-1873 |
| Лихарев Вячеслав Петрович            | Поручик                          | 1873-1880 |
| Гордеев Николай Николаевич           | Шталмейстер, тайный советник     | 1880-1882 |
| Редькин Василий Евграфович           | Коллежский советник              | 1882-1885 |
| Мосолов Иван Петрович                | Полковник                        | 1885      |
| Гордеев Николай Николаевич           | Шталмейстер, тайный советник     | 1885-1888 |
| Воейков Сергей Петрович              | Действительный статский советник | 1888-1902 |
| Козловский Дмитрий Иванович (князь)  | Гвардии поручик                  | 1902-1903 |
| Черкасский Михаил Алексеевич (князь) | Камер-юнкер, надворный советник  | 1903-1907 |
| Арсеньев Андриан Андрианович         | Дворянин                         | 1907-1909 |
| Черкасский Михаил Алексеевич (князь) | Камер-юнкер, надворный советник  | 1909-     |